# Česma

Česma er en flod i det centrale Kroatien, en venstre biflod til floden Lonja-Trebež. Det er 106 km lang, og dens afvandingsområde er 3.253 km2.[1]
Den er skabt ved sammenlægning af vandløbene Grđevica og Barna nær landsbyen Pavlovac i kommunen Veliki Grđevac. Česma-bassinet er vifteformet og dannet af en række vandløb, der udspringer på skråningerne af Bilogora- og Moslavačka gora-bakkerne. De sydlige sider af Bilogora går lidt ned ad bakke og er forrevne med mange kløfter og slugter, der er stejle og dybt indskårne. På siderne er der talrige kilder, som som er tørlagte en del af året.
Den har et lille fald (lille højdeforskel mellem kilden og mundingen), som forårsagede hyppige oversvømmelser før reguleringen af flodlejet. Området omkring vandløbet i Česma var indtil for hundrede år siden genstand for oversvømmelser, hvorfor det var sumpet. Derefter blev Česma-floden og dens bifloder kanaliseret og indiget for at beskytte mod oversvømmelser, og jorden drænet for at skabe agerjord samt for at bekæmpe malaria.
Hvor der tidligere var vådområder er der nu fiskedamme, der forsynes med vand fra vandløb, der løber ud i Česma-floden. Disse damme er et af de sidste tilflugtssteder for vadefugle mellem Drava- og Sava -floderne.
Langs Česma-floden er der flere store dambrug. Nord for Česma ligger ribnjačastvo Dubrava, og langs den sydlige kyst dammene Siščani, Blatnica og Narta. Begge komplekser er spredt på omkring 5 kilometer langs Česma flodens løb. De ligger omkring 5 kilometer fra hinanden. Det samlede areal dækket af kommercielle fiskedamme er 1.346 hektar.